# الدوري الأوروغواياني لكرة القدم 1991
الدوري الأوروغواياني لكرة القدم 1991 (بالإسبانية: Campeonato Uruguayo de Primera División 1991)‏ هو الموسم 98، و88 من  الدوري الأوروغواياني لكرة القدم. أشرف على تنظيمه اتحاد أوروغواي لكرة القدم، وكان عدد الأندية المشاركة فيه  14، وفاز فيه ديفينسور سبورتينغ.